# Konjički šport na OI 2012.
Konjički šport na OI 2012. u Londonu održavao se od 28. srpnja do 7. kolovoza u Greenwich Parku u Londonu.

## Osvajači odličja
| Kategorija                                   | Zlato | Srebro | Bronca |
| Pojedinačna dresura                          | Ujedinjeno Kraljevstvo Charlotte Dujardin na Valegro                                                                                          | Nizozemska Adelinde Cornelissen na Parzival | Ujedinjeno Kraljevstvo Laura Bechtolsheimer na Minstral Hojris |
| Ekipna dresura                               | Ujedinjeno Kraljevstvo Carl Hester na Uthopia Laura Bechtolsheimer na Minstral Hojris Charlotte Dujardin na Valegro                           | Njemačkao Dorothee Schneider na Diva Royal Kristina Sprehe na Desperados Helen Langehanenberg na Damon Hill                                                                       | Nizozemska Anky van Grunsven na Salinero Edward Gal na Undercover Adelinde Cornelissen na Parzival                                                                           |
| Pojedinačno preskakanje prepreka             | Švicarska Steve Guerdat na Nino Des Buissonets                                                                                                | Nizozemska Gerco Schroder na London | Irska Cian O'Connor na Blue Loyd 12 |
| Ekipno preskakanje prepreka                  | Ujedinjeno Kraljevstvo Scott Brash naHello Sanctos Peter Charles na Vindicat Ben Maher na Tripple X Nick Skelton na Big Star                  | Nizozemska Marc Houtzager na Tamino Gerco Schroder na London Maikel van der Vleuten naVerdi Jur Vrieling on Bubalu                                                                | Saudijska Arabija Ramzy Al Duhami na Bayard Van the Villa There HRH Prince Abdullah Al Saud na Davos Kamal Bahamdan na Noblesse Des Tess Abdullah Waleed Sharbatly na Sultan |
| Svestrana upotrebljivost konja (pojedinačno) | Michael Jung Njemačka | Sara Algotsson Ostholt Švedska | Sandra Auffarth Njemačka |
| Svestrana upotrebljivost konja (ekipno)      | Njemačka Peter Thomsen na Barny Dirk Schrade na King Artus Ingrid Klimke na Butts Abraxxas Sandra Auffarth na Opgun Louvo Michael Jung na Sam | Ujedinjeno Kraljevstvo Nicola Wilson na Opposition Buzz Mary King na Imperial Cavalier Zara Phillips na High Kingdom Kristina Cook na Miners Frolic William Fox-Pitt na Lionheart | Novi Zeland Jonelle Richards na Flintstar Jonathan Paget na Clifton Promise Caroline Powell na Lenamore Andrew Nicholson na Nereo Mark Todd na Campino                       |